# Електроенергетика Ірландії

## Загальна характеристика
До середини 20 століття майже всю електроенергію Ірландія отримувала від ГЕС. Проте незначний гідроенергетичний потенціал країни не міг задовольнити зростаючий попит, і з 50-х років розгорнулось активне будівництво електростанцій на викопному паливі. Ведучу роль тут відігравала нафтова генерація, хоча для уникнення повної залежності від імпортного палива також розвивали електроенергетику на головному місцевому паливі — торфі. Всього до 1983 року спорудили 1809 МВт нафтових та 537 МВт торф'яних потужностей.
Багатократне зростання цін на нафту в 70-х роках поставило крапку у розвитку нафтової генерації та змусило звернутись до інших видів палива. Була споруджена потужна вугільна електростанція (915 МВт). Крім того, дуже вчасно сталось відкриття шельфового газового родовища Kinsale Head, що дозволило до кінця 80-х створити газові потужності у розмірі 917 МВт (частина була перепрофілійована зі спалювання нафти).
У 1995 Kinsale Head вийшло на пік видобутку, після чого він почав знижуватись. Проте вже наступного року було введено в дію газовий інтерконнектор з Великою Британією (Шотландією), що дозволило розвивати газову електроенергетику без огляду на власні сировинні ресурси. За наступні два десятиліття було введено в дію 8 потужних ТЕС, збудованих за енергоефективною технологією комбінованого циклу. Як наслідок, структура теплової генерації станом на 2015 рік докорінно змінилась.
| Паливо        | 1990 рік | 2015 рік | Зміна, % |
| Торф          | 489      | 370      | -24,3    |
| Нафта         | 1371     | 116      | -91,5    |
| Вугілля       | 915      | 915      | 0        |
| Природний газ | 917      | 4208     | 359,0    |

Іншим напрямом розвитку стала увага до відновлюваних джерел енергії. Хоча викопне паливо все ще домінує у структурі генерації, проте стрімко зростає частка вітрогенерації, яка у 90-х роках була фактично відсутня. 
| Джерело енергії    | 2008        | 2008      | 2014        | 2014      |
| Джерело енергії    | млн кВт-год | частка, % | млн кВт-год | частка, % |
| Викопне паливо     | 26194       | 88,1      | 18619       | 74,4      |
| Гідроенергія       | 965         | 3,2       | 709         | 2,8       |
| Вітрова енегія     | 2407        | 8,1       | 5140        | 20,5      |
| Біопаливо          | 181         | 0,6       | 571         | 2,3       |
| Всього виробництво | 29747       | 100,0     | 25039       | 100,0     |
| Довідково. Імпорт  | 453         |           | 2152        |           |

Варто також відзначити, що структурні зміни в електроенергетиці Ірландії збіглися зі стрімким зростанням енергоспоживання. Так, якщо у 1990 році кінцеве споживання складало 11,9 млрд кВт-год, то у 2008 воно виросло у 2,25 раза та досягло 26,7 млрд кВт-год. Після світової економічної кризи 2008 року та внаслідок високих цін на енегоносії і впровадження енергозберігаючих технологій кінцеве споживання станом на 2014 дещо знизилось до 24,1 млрд кВт-год, що втім більш ніж вдвічі перевищує рівень 1990 року.
У структурі енергоспоживання станом на 2014 рік перше місце займає промисловість, частка якої значно зросла в порівнянні з 2008. Другим за обсягом споживачем є населення, частка якого практично не змінилась (хоча в абсолютних величинах спостерігалось суттєве зниження).
| Напрям споживання        | 2008        | 2008      | 2014        | 2014      |
| Напрям споживання        | млн кВт-год | частка, % | млн кВт-год | частка, % |
| Промисловість            | 7978        | 26,4      | 9397        | 34,6      |
| Сфера послуг             | 9559        | 31,7      | 6443        | 23,7      |
| Сільське господарство    | 558         | 1,8       | 558         | 2,1       |
| Транспорт                | 58          | 0,2       | 35          | 0,1       |
| Населення                | 8524        | 28,2      | 7711        | 28,4      |
| Автоспоживання та втрати | 3523        | 11,7      | 3047        | 11,2      |
| Всього                   | 30200       | 100,0     | 27191       | 100,0     |

## Теплова електроенергетика

### Торф
Республіка Ірландія досить бідна на викопне паливо, що зумовило розвиток генерації на торфі. З 1950 по 1982 роки тут спорудили 537 МВт торф'яних електростанцій. На початку 21 століття їм на заміну ввели 3 нові ТЕС загальною потужністю 370 МВт. Проте з екологічних міркувань ці доволі сучасні об'єкти призначені до закриття, хоча первісно визначений строк 2019 рік може бути подовжений.

### Нафта
Перша ірландська ТЕС, що використовувала нафту, з'явилась аж у 1903 році, коли в приміщенні гостиного двора вісімнадцятого сторіччя Pigeon House («Голуб'ятня») відкрили електростанцію потужністю 3 МВт. Проте справжній розвиток нафтової електроенергетики розпочався після 2-ї світової війни. Тільки що згадана «Голуб'ятня» була докорінно модернізована та поступово досягла потужності 90 МВт.
Крім того, одна за одною почали споруджуватись нові станції. 1949 року стала до ладу North Wall потужністю 48 МВт, в 1954 спорудили ТЕС Marina (парова турбіна 27 МВт), наступного року ввели в експлуатацію найбільшу на той час електростанцію Ірландії Ringsend, енергоблок «A» (90 МВт, міг спалювати як нафту, так і вугілля — в залежності від ринкових цін на ці види палива). Після добудови у 1965 енергоблоку «B» потужність останньої ТЕС зросла втричі — до 270 МВт. При цьому Ringsend «В» вже був спроектований виключно під використання нафти. Паливо поставлялось з нафтопереробного заводу у Вайтгейті або напряму з Близького Сходу та Північної Африки — поставлені на рейді танкери перекачували свій вантаж прямо до резервуарів станції.
Зростання нафтової електроенергетики продовжувалось. Два енергоблоки заводу Great Island по 60 МВт кожен ввели в експлуатацію у 1967—1968 роках. У 1972 до них приєднався блок № 3 (120 МВт), що вивело станцію на друге місце в Ірландії після Ringsend. Після цього Great Island певний час забезпечувала 20 % споживання електроенергії в країні. Станція так само мала власну пристань, куди швартувались танкери з паливом.
У 1969 з двох блоків по 60 МВт розпочалось введення в дію електростанції Tarbert. Після добудови у 1976—1977 роках ще двох енергоблоків по 250 МВт ТЕС Tarbert стала найпотужнішим заводом ірландської електроенергетики — 620 МВт. Як паливо використовували важкі фракції, що залишались після переробки нафти на НПЗ.  Як і у попередників, станція мала власний причал для їх доставки.
Нарешті, з 1971 по 1978 була введена нафтова ТЕС Poolbeg. Хоча вона і поступалась Tarbert, проте ненабагато — 511 МВт. Блоки № 1 та № 2 мали потужність по 120 МВт, тоді як блок № 3 видавав 271 МВт, що робило його найпотужнішим в Ірландії.
В цей момент розвиток ірландської нафтової електроенергетики раптово перервався. Коли плани спорудження останніх двох ТЕС вже були введені в дію, світ стикнувся з нафтовою кризою 1974 року. Ціни на цей вид палива зросли в кілька разів, що змусило шукати інші джерела виробництва електроенергії.
Тим часом розпочався процес поступового виведення нафтових ТЕС з експлуатації або їх перепрофіліювання. Першою припинила роботу найстаріша з-поміж них — Pigeon House (1976 рік). У 1979 та 1982 станції Marina та North Wall перевели на природний газ. 1988 року, після введення в дію потужної вугільної ТЕС Moneypoint, з'явилась можливість зупинити Ringsend (втім, вона ще довго перебувала у резерві та була фізично демонтована лише в 2007 році).
Три найновіші електростанції на нафті — Great Island, Tarbert та Poolbeg — продовжували роботу до початку 21 століття. Щоправда, два 60-мегаватні енергоблоки Great Island також зупинили після запуску ТЕС Moneypoint, проте у зв'язку зі зростанням попиту на електроенергію в 90-х роках їх модернізували та знову ввели в експлуатацію. Нарешті, 2007 року ірландська державна енергокомпанія ESB оголосила про наміри до 2010 припинити роботу всіх зазначених нафтових електростанцій, що пояснювалось активним введенням генеруючих потужностей на природному газі. Станом на 2016 рік ці ТЕС знаходяться в резерві. 
Вже у 21 столітті нафтова електроенергетика Ірландії все-таки поповнилась новим об'єктом. Для покриття пікових навантажень в 2010 році запустили станцію Cushaling потужністю 116 МВт, що складається з двох газових турбін, які працюють на продуктах нафтопереробки. Ця ТЕС може вийти на повну потужність за 10 хвилин.

### Вугілля
Першою ірландською електростанцією, що могла спалювати вугілля, став енергоблок «A» ТЕС Ringsend потужністю 90 МВт, введений в експлуатацію 1955 року (при цьому основним паливом все-таки вважалась нафта). Він був розрахований на поставки вугілля з Англії, а також з місцевих копалень Castlecomer та Arigna. Щоб активніше задіяти ресурси останньої та зберегти робочі місця в гірничодобувній промисловості, 1958 року спорудили першу чисто вугільну електростанцію з однойменною назвою. Станція невеликої потужності 15 МВт працювала до середини 80-х років, коли вона була демобілізована в зв'язку з вичерпанням запасів копальні Arigna. Плани спорудження нової ТЕС для спалювання низькосортного вугілля, яке ще залишилось в великій кількості на шахтному полі, так і не були реалізовані.
Серйозну увагу на генерацію електроенергії з вугілля звернули лише після нафтової кризи 1974 року, яка значно підвищила привабливість вугільних станцій. У 1985 році ввели в експлуатацію ТЕС Moneypoint, три однотипні блоки якої мали загальну потужність 915 МВт. Це була вельми потужна для Ірландії електростанція — вона одна складала 55 % від усієї нафтової генерації, що була в експлуатації на момент запуску Moneypoint. В рамках планами по зниженню викидів парникових газів, планується закриття ТЕС Moneypoint до 2025 року.

### Природний газ
Відкриття у 1973 шельфового газового родовища Kinsale Head відбулось надзвичайно вчасно для Ірландії, електроенергетика якої зазнала сильного впливу нафтової кризи 1974 року. Видобуток на Kinsale Head почався в 1978, а вже наступного року вступила в дію перша ТЕС на природному газі, створена шляхом модернізації нафтової електростанції Marina. Вдосконалення полягало не тільки у зміні виду палива — до парової турбіни 27 МВт додали газову 90 МВт, створивши таким чином електростанцію комбінованого циклу. В 1982 році подібну перебудову провели на ТЕС North Wall, доповнивши її двома 106-ти МВт-ними газовими турбінами. Одна з них утворила комбінований цикл із старою паровою турбіною, друга працювала у режимі відкритого циклу. Загальна потужність ТЕС досягла 260 МВт.
Першою ж ТЕС, побудованою спеціально з розрахунку на спалювання природного газу стала Aghada. У 1980 ввели в експлуатацію її енергоблок № 1 потужністю 270 МВт (класична парова турбіна), а далі протягом того ж десятиліття доповнили його трьома газовими турбінами відкритого циклу по 90 МВт (за іншими даними — по 85 МВт).
Станом на початок 90-х газова генерація із трьох згаданих станцій відігравала суттєву роль в енергосистемі країни, хоча все ще значно поступалась генерації нафтовій і мала однакову потужність з єдиною вугільною ТЕС Moneypoint. Проте із розгортанням програми будівництва ефективних парогазових електростанцій комбінованого циклу ситуація докорінно змінилась.
Спочатку кількома заходами став до ладу парогазовий енергоблок на ТЕС Poolbeg — в 1994 та 1998 запустили в роботу дві газові турбіни, які в 2000 році нарешті доповнили турбіною паровою. Новий блок мав потужність 480 МВт при паливній ефективності 52 %. Далі нові парогазові станції пішли одна за одною: у 2002 завершили спорудження ТЕС Ringsend (408 МВт) та Huntstown-1 (340 МВт), 2006 року ввели в експлуатацію електростанцію Tynagh (404 МВт), наступного року з'явилась Huntstown-2 (400 МВт), а 2010 стали до ладу одразу два заводи -  Whitegate та Aghada Station, однаковою потужністю по 435 МВт при паливній ефективності 58 % та 57 % відповідно. Нарешті, в 2015 році було запущено в комерційну експлуатацію ТЕС Great Island (464 МВт).
Введення в дію таких значних потужностей не лише забезпечило стрімко зростаючий попит, але й дозволило повністю вивести в резерв нафтову генерацію. Разом з цим припинили використання колись переведених з нафти на газ парових турбін на ТЕС Marina та North Wall при збереженні турбін газових, внаслідок чого ці станції вибули з числа ТЕС комбінованого циклу.
Можна відмітити, що цілий ряд нових електростанцій був збудований поряд зі старими нафтовими, як то Poolbeg, Ringsend та Great Island. Це дозволяло підвищити ефективність за рахунок вже наявної інфраструктури та зберегти робочі місця. Подібний планувалось розповсюдити ще щонайменше на дві площадки — колишню торф'яну ТЕС Lumcloon та нафтову Tarbert. Відповідні плани оголосили у 2009 році, проте станом на 2016 жодних серйозних просувань за цими проектами не було відзначено.

### Інше паливо
Компанія Covanta працює над проектом побудови біля Дубліна смміттєспалювального заводу електричною потужністю 58 МВт. Початок будівництва цього заводу вартістю 400 млн євро очікується у 2017 році. У 2016 Covanta уклала довгостроковий контракт на постачання палива для роботи електростанції.

## Когенерація
Активний розвиток когенерації Ірландії розпочався в середині 90-х років. За період з 1991 по 2014 потужності цього сектору зросли в 5 разів (що, зрозуміло, свідчить про низьку порівняльну базу). У 2014 когенерація забезпечила виробництво 7,4 % електроенергії при загальній потужності станцій 339 МВт (із них в експлуатації — 311 МВт). При цьому для 85 % станцій, що становлять 92 % потужностей, паливом є природний газ, також використовується нафта та біогаз.
Ірландська когенерація складається переважно з малих установок. Діє лише одна велика станція, споруджена для покриття потреб глиноземного заводу Aughinish Alumina — 160 МВт, тобто більше половини загальної потужності діючих когенераційних станцій. Як наслідок, хоча у промисловості діє лише 17 % кількості установок, на них припадає понад 91 % операційної потужності. Після глиноземного заводу, другим найбільшим користувачем ТЕЦ є харчова промисловість, проте її четверта частина в загальній потужності ірландської когенерації вже складається з двох десятків установок.
Другою великою ТЕЦ Ірландії повинна стати станція Killala потужністю 42 МВт. Планується, що її теплова енергія буде використовуватись для сушки деревних пелет, вироблених з імпортованої з Північної Америки сировини.

## Гідроелектроенергетика
Гідроенергетичні ресурси Ірландії були в основному освоєні до початку 60-х років шляхом спорудження ряду електростанцій загальною потужністю 220 МВт. Наприкінці 20 століття також звернули увагу на малу електроенергетику, яка наразі налічує біля півсотні ГЕС загальною потужністю 42 МВт.
Для покриття пікових навантажень у 1974 році ввели в експлуатацію ГАЕС потужністю 292 МВт.